# Elecciones legislativas de Ecuador de 1939
Las elecciones legislativas de Ecuador de 1939 se celebraron ese año para elegir a la Cámara de Diputados y del Senado de Ecuador bajo la normativa de la Constitución de 1906. 
Se eligieron 88 legisladores. necesitando 45 votos para la mayoría del congreso en pleno. 

## Senadores
32 senadores, 17 votos para mayoría de la Cámara del Senado
| Provincia       | Senador                          |
| --------------- | -------------------------------- |
| Carchi          | Ricardo del Hierro Herboso       |
| Carchi          | Víctor Hugo Narváez              |
| Imbabura        | Isaac Jesús Barrera Quiróz       |
| Imbabura        | Cristóbal Tobar Subía            |
| Pichincha       | Alberto Correa Cornejo           |
| Pichincha       | Julio Enrique Moreno Peñaherrera |
| Cotopaxi        | Rafael Vásconez Gómez            |
| Cotopaxi        | Filemón Borja Suárez             |
| Tungurahua      | Gabriel Román Guerra             |
| Tungurahua      | Miguel Ángel Albornoz Tabares    |
| Chimborazo      | Luis Benigno Gallegos Chiriboga  |
| Chimborazo      | Alberto Larrea Chiriboga         |
| Bolívar         | Eladio García Avilés             |
| Bolívar         | Luis Enrique Vela Vela           |
| Cañar           | Octavio Muñóz Borrero            |
| Cañar           | Miguel Heredia Crespo            |
| Azuay           | Alfonso María Mora Vintimilla    |
| Azuay           | Aurelio Aguilar Vasquez          |
| Loja            | Manuel B. Cueva García           |
| Loja            | Ramón Burneo Samaniego           |
| El Oro          | Álvaro Castro Coronel            |
| El Oro          | J. Edmundo Romero Ollague        |
| Guayas          | Carlos Alberto Arroyo del Río    |
| Guayas          | Rafael Héctor Elizalde Gómez     |
| Los Ríos        | Efrén Icaza Moreno               |
| Los Ríos        | Miguel Aspiazu Carbo             |
| Manabí          | Rosendo Santos Alarcón           |
| Manabí          | Enrique San Lucas C.             |
| Esmeraldas      | Humberto Trujillo Gutiérrez      |
| Esmeraldas      | César Plaza Monzón               |
| Napo Pastaza    | Sergio Játiva Galindo            |
| Santiago Zamora | Rafael Arcos Díaz                |

## Diputados
56 diputados, 29 votos para mayoría de la Cámara de Diputados.
| Provincia       | Senador                         |
| --------------- | ------------------------------- |
| Carchi          | Rafael Burgos Auz               |
| Carchi          | Alberto Gavilanes               |
| Carchi          | Cruz Elías Vásquez              |
| Imbabura        | Mariano Suárez Veintimilla      |
| Imbabura        | Luis Alberto de la Torre Moreno |
| Imbabura        | Lucio Tarquino Páez Zambrano    |
| Pichincha       | Luis Alfonso Ortiz Bilbao       |
| Pichincha       | Pedro Velasco Ibarra            |
| Pichincha       | Modesto Ribadeneira Sáenz       |
| Pichincha       | Gonzalo Pesántes Lafabre        |
| Pichincha       | Guillermo Bustamante Rivero     |
| Cotopaxi        | Alejandro Maldonado Toledo      |
| Cotopaxi        | Gustavo Iturralde Parreño       |
| Cotopaxi        | Cristóbal Salgado Sánchez       |
| Tungurahua      | Guillermo Cisneros Saa          |
| Tungurahua      | Hector Vásconez Valencia        |
| Tungurahua      | Octavio Chacón Moscoso          |
| Chimborazo      | Luis Alberto Falconí Garzón     |
| Chimborazo      | José María Román Freile         |
| Chimborazo      | Félix Flor Moncayo              |
| Chimborazo      | Julio Teodoro Salem Gallegos    |
| Bolívar         | Carlos E. Dávila Granados       |
| Bolívar         | Eudoro María Andrade Cabrera    |
| Bolívar         | Gabriel Silva del Pozo          |
| Cañar           | Carlos Samuel Abad Zamora       |
| Cañar           | Nicanor Muñóz Andrade           |
| Cañar           | Andrés F. Córdova Nieto         |
| Azuay           | Luis Guillermo Peña Delgado     |
| Azuay           | Enrique Arízaga Toral           |
| Azuay           | Gonzalo Cordero Crespo          |
| Azuay           | Luis Cordero Crespo (Nieto)     |
| Azuay           | Manuel Antonio Corral Jáuregui  |
| Loja            | Alfredo Aguirre Palacios        |
| Loja            | Héctor Molina                   |
| Loja            | Rafael M. García                |
| Loja            | Francisco Costa Zabaleta        |
| El Oro          | Miguel Ángel Carrión            |
| El Oro          | Oswaldo García Vallejo          |
| El Oro          | Juan Enríquez L.                |
| Guayas          | José Antonio Gómez Gault        |
| Guayas          | Pedro Hidalgo González          |
| Guayas          | Marco Plaza Sotomayor           |
| Guayas          | José Ricardo Gavela             |
| Guayas          | Aquiles Rigaíl Caamaño          |
| Los Ríos        | Miguel A. Uquillas Vásconez     |
| Los Ríos        | Vicente Illingworth Icaza       |
| Los Ríos        | Jacinto Aspiazu Peralta         |
| Manabí          | Raúl Dueñas Giler               |
| Manabí          | Ángel Rafael Álava              |
| Manabí          | Pedro Atanasio Balda            |
| Manabí          | Ramón Mieles Alárcon            |
| Esmeraldas      | Jorge D. Jalil Zambrano         |
| Esmeraldas      | Oscar Quintero Drouet           |
| Esmeraldas      | César Alberto Estupiñan Herrera |
| Napo Pastaza    | Carlos Álvarez Miño             |
| Santiago Zamora | Humberto M. Albán Zeballos      |

Fuente:

## Legisladores que dejaron sus curules
| Legislador                    | Motivo                                         | Suplente               | Ref.  |
| ----------------------------- | ---------------------------------------------- | ---------------------- | ----- |
| Carlos Alberto Arroyo del Río | Asume la Presidencia Encargada de la República | Fausto Navarro Allende | [ 2 ] |
| Aurelio Aguilar Vasquez       | Designado como Ministro de Gobierno            | Honorio Vega Larrea    | [ 2 ] |